# Richard Bingham
Richard Bingham (1528-19 de enero de 1599) fue un militar y comandante naval inglés que sirvió en Irlanda durante el reinado de Isabel I de Inglaterra y participó en la reconquista de la isla desde su puesto de lord presidente de Connacht.

## Primeros años y carrera militar
Bingham nació en Dorset, hijo de Richard y Alice Bingham, siendo el mayor de tres hermanos. Se inició en la carrera militar antes de cumplir los veinte años pese a su escasa estatura. Participó en la expedición escocesa del protector Somerset en 1547 y una década después combatió en el bando español contra los franceses en la batalla de San Quintín. En octubre del año siguiente, 1558 participó en una expedición naval en las islas occidentales de Escocia.
En la guerra contra el turco en el mar Mediterráneo, Bingham luchó a las órdenes de don Juan de Austria junto a españoles y venecianos. Durante esta campaña, participó en las operaciones destinadas a salvar la isla de Chipre del control musulmán y en la batalla de Lepanto el 7 de octubre de 1571. Pasó los dos años siguientes en los Países Bajos, como informante del secretario principal de la reina lord Burghley. En 1576 inició negociaciones con don Juan de Austria en representación de los Estados Generales de los Países Bajos y, tras el fracaso de las mismas, luchó junto a sus empleados en la batalla de Rijmenam. En 1578, la reina le concedió una pensión anual de cincuenta marcos en reconocimiento a sus servicios diplomáticos y militares.

## Irlanda

### Rebeliones de Desmond y expediciones navales
En 1579, Bingham fue enviado a Irlanda para asistir en la supresión de la segunda rebelión de Desmond, participando en la masacre de Smerwick, donde el ejército inglés ejecutó a varios cientos de soldados italianos y españoles que se habían rendido a la corona tras desembarcar en las cercanías de Cork, sucesos que comunicó a Francis Walsingham, otro de los secretarios de la reina.
En septiembre de 1583 se encomendó a Bingham la misión de cazar piratas, aunque lo que la reina pretendía era capturar aquellos barcos holandeses que le adeudaban dinero bajo el pretexto de piratería.

### Gobernador de Connacht
En 1584, Bingham regresó a Irlanda como nuevo lord presidente de Connacht, un cargo que le ocasionaría grandes quebraderos de cabeza durante el resto de su carrera. Sus hermanos George y John fueron nombrados comisarios, y él mismo fue ordenado caballero por el lord diputado John Perrot en el castillo de Dublín el 12 de julio de 1584.
Sin embargo, en 1586, Connacht vivía una situación de revueltas generalizadas. A primeros de ese año, Bingham presidió un juicio en Galway en el que se aprobaron 70 sentencias de muerte por deslealtad a la corona. Algún tiempo después, ese mismo año, Bingham capturó el castillo de Cloonoan en Clare, tras siete días de asedio, ejecutando al cabecilla, miembro de los O'Brien, y al resto de la guarnición.
Los principales instigadores de la rebelión en Connacht eran el clan MacWilliam Burke, de Mayo. Bingham penetró en su territorio en marzo, conquistando Castlehag en Lough Mask, y retiró sus tropas sólo a condición de que los habitantes del territorio persiguieran a los rebeldes. El lord diputado Perrot concedió entonces una amnistía de tres meses a cambio de promesas de lealtad y decidió abolir el título de MacWilliam. En julio, los Burkes se rebelaron nuevamente, esta vez con más seguidores y enviaron una delegación al Ulster en busca del apoyo de los escoceses. En una controvertida decisión, Perrot prohibió a Bingham atacar, y los efectivos rebeldes alcanzaron los 800 hombres. Bingham reunió a su ejército en Ballinrobe a mediado de julio y al acabar el mes los Burkes fueron nuevamente sometidos.
Los costes ocasionados por la revuelta se cubrieron con incautaciones de ganado y multas. Bingham confiscó parte de los territorios de los Burke, concediendo a su hermano John el castillo de Castlebarry, cerca de Castlebar, propiedad de Edmund Burke, líder del clan, que había sido ejecutado en agosto. Perrot quería una paz inmediata, pero Bingham sospechaba que los rebeldes únicamente estaban ganando tiempo para poder recoger sus cosechas. El 26 de agosto de 1586 se firmó la paz con los rebeldes de Connacht.
Mientras tanto, Perrot seguía intentando desacreditar a Bingham y llevó sus tropas a Galway, donde esperaba poder encontrar pruebas de las acusaciones hechas contra el presidente de Connacht por un jefe rebelde, pero nadie apareció para testificar. Finalmente, el lord diputado abandonó Connacht en octubre.
En noviembre fue presentada una denuncia formal contra Bingham, acusándole de haber provocado la rebelión, pero 43 caballeros de Mayo presentaron un escrito en el que afirmaban que la revuelta había sido originada por la extinción del título de MacWilliam y la nueva organización impuesta por Dublín. Los cargos contra Bingham fueron considerados maliciosos por el Consejo de Dublín y retirados en febrero de 1587.
Al final de esta primera etapa, se decía que la provincia era tan próspera que podría producir grano para el resto de la isla, e incluso llegaban colonos procedentes de la Empalizada. 

## Países Bajos y regreso a Irlanda
En julio de 1587, Bingham abandonó Irlanda para servir en las guerras de los Países Bajos, con la perspectiva de obtener el mando de un ejército expedicionario inglés a finales de año, siendo sustituido en Irlanda por su hermano George. Durante este tiempo mantuvo correspondencia con lord Burghley acerca de las medidas necesarias para defender Inglaterra del avance español. En enero de 1588, Bingham contrajo matrimonio.
En mayo de ese mismo año, Bingham regresó a Irlanda para hacerse cargo nuevamente del puesto de lord presidente, llegando a Athlone en el mes de mayo. Tras su llegada participó en varios litigios con los nativos, destacando especialmente la cuestión de la herencia de Donnell O'Connor Sligo.

### La Armada Invencible
En septiembre de 1588 Bingham recibió la noticia de que la Armada Invencible se había adentrado en el Mar del Norte y, siguiendo las instrucciones de Londres se preparó para un eventual desembarco español. Sin embargo, las fuertes tormentas provocaron el naufragio de una gran cantidad de los buques hispanos. La mayor parte de los supervivientes (unos 1000 soldados españoles) fueron llevados a Galway y ejecutados bajo la presidencia de Bingham. Para evitar que las tropas españolas que habían podido desembarcar se unieran a los irlandeses y tratasen de organizar una revuelta, el gobierno de Londres decretó severas penas para aquellos que acogieran a los supervivientes de la Armada, por lo que la mayoría de los nobles irlandeses entregó a los españoles que tenían custodiados.

### Nuevas revueltas en Connacht
En marzo de 1589, no obstante, el abad ciego de los Burkes, pretendiente al título de MacWilliam inició, junto con otros clanes del oeste, una nueva revuelta. FitzWilliam intervino y devastó Mayo, Sligo y parte de Roscommon, tras lo que ordenó a Bingham retirarse de Mayo para facilitar la pacificación.
Se creó entonces una comisión de paz presidida por Bingham, pero la mayor parte de los nobles insurrectos la abandonaron pronto. Sir Brian O'Rourke realizó entonces un importante robo de ganado en Sligo, secundados por los Burkes en el suroeste. Los rebeldes pedían la retirada de Bingham, la reinstauración del título de MacWilliam y la expulsión de los sheriffs enviados a Mayo. El caos se adueñó de la región mientras las autoridades inglesas permanecían divididas acerca de las medidas a tomar.
Bingham centró sus acciones en mayo y Roscommon, despejando el terreno de rebeldes y empujando a O'Rourke hacia el Ulster. Al llegar a Cong recibió órdenes de FitzWilliam de detenerse y desmantelar parte de sus tropas, y se formó una nueva comisión de paz a la espera de que el lord diputado llegase. FitzWilliam ordenó a Bingham permanecer en Athlone mientras él se dirigía a Galway al frente de un ejército formado por 350 soldados y 120 jinetes; allí recibiría la sumisión formal de los irlandeses y dos libros en los que se contenían acusaciones hacia Bingham. Después de eso, el lord diputado continuó su recorrido por Connacht, prohibiendo a Bingham impartir justicia y hacer uso de la ley marcial durante su ausencia.
Sin embargo, pese a la presencia de FitzWilliam, la situación en la provincia continuaba siendo altamente inestable. O'Rourke volvió a la acción, atacando al sheriff de Sligo en los montes de Curlew y la destitución de Bingham se rebeló como un grave error estratégico. El Consejo Privado decidió entonces que Bingham y FitzWilliam se presentaran al Consejo de Dublín para celebrar un juicio basándose en los libros de acusaciones presentados por los rebeldes. A principios de noviembre tuvo lugar la lectura de cargos en Dublín; sin embargo, la ausencia de testimonios contra Bingham llevó a una sentencia absolutoria el 5 de diciembre.
Tras el fallo, Bingham regresó a Connacht, donde el abad ciego se había proclamado MacWilliam en octubre. El 12 de enero de 1590 FitzWilliam procedió a reunir a sus tropas en Galway, invitando a los rebeldes a someterse a la corona; sin embargo, la gran mayoría declinaron el ofrecimiento, temiendo ser arrestados. Bingham recibió entonces carta blanca y marchó hacia Cong junto con los condes de Thomond y Clanricarde. Los ejércitos de la corona ocuparon la provincia, quemando cosechas y poblaciones, y los rebeldes se vieron obligados a refugiarse en las montañas de Erris, donde se rindieron al cabo de poco tiempo. Finalmente, Burkes y Clandonnell aceptaron los términos propuestos por Bingham, asumiendo los costes de las guerras de 1586 y 1589. Concentró entonces sus esfuerzos en atacara a O'Rourke, que había invadido Sligo en marzo, pero una enfermedad le impidió combatir, siendo reemplazado en el mando por su hermano George. Al cabo de un mes, O'Rourke huyó al Ulster y los clanes de Leitrim se sometieron.
En 1592, sir Brian O'Rourke fue finalmente capturado en Escocia y extraditado a Londres, donde fue declarado traidor y sus bienes confiscados por la corona. No obstante, y gracias en parte a la mediación de Bingham, el gobierno inglés decidió perdonar a los seguidores de O'Rourke, permitiéndoles conservar sus tierras.

## Comienza la guerra de los Nueve Años
Pese a alguna rebelión menor, la provincia de Connacht permaneció tranquila hasta mayo de 1593, cuando Hugh Maguire y Brian Oge O'Rourke, hijo de Brian O'Rourke asaltaron Sligo después de que George Bingham hubiera incautado parte del ganado de O'Rourke. Un mes más tarde, con la ayuda de Fiach McHugh O'Byrne atacaron Roscommon, pero fueron derrotados.
En septiembre, Red Hugh O'Donnell envió una pequeña fuerza a Mayo tratando de provocar la rebelión, a lo que Bingham respondió enviando tropas contra Maguire y sofocando cualquier intento de levantamiento.

### Revueltas en el norte
En enero de 1594, Bingham envió dos compañías de apoyo a Bagenal cuando este puso sitio a Enniskillen, capital de Fermanagh y residencia de Hugh Maguire. Los sitiadores consiguieron hacer una brecha en la fortificación y finalmente los sitiados se rindieron; de los 300 capturados, 150 personas fueron ejecutadas. Bingham se encontraba en Athlone, enfermo. En agosto el lord diputado tuvo que asistir a los ingleses acantonados en el castillo, que fue tomado finalmente por Red Hugh O'Donnell en marzo del año siguiente.
En septiembre de 1594, el joven O'Rourke y O'Donnell atacaron nuevamente Sligo, siendo rechazados con pérdidas. En marzo del año siguiente, Bingham consiguió expulsara O'Donnell de Roscommon; no obstante, el irlandés regresó en abril, y Bingham tuvo que limitarse a empujarle hacia Longford mientras esperaba refuerzos. En junio, su primo George murió a manos de su abanderado Ulick Burke (primo del conde de Clanricarde, conchabado con la guarnición del castillo de Sligo que fue entregado a O'Donnell. Bingham solicitó refuerzos para intentar reconquistar Sligo y Ballyshannon, pero el ejército inglés estaba concentrado en la campaña contra el conde de Tyrone y no pudo proporcionárselos.
Sin embargo, en abril de 1596, O'Donnell decidió someterse a John Norreys y Geoffrey Fenton con la esperanza de llegar a un acuerdo. William Russell había sido nombrado lord diputado y el MacWilliam y O'Donnell presentaron sus conciciones. Los comisarios retiraron sus tropas en septiembre y el año siguiente un nuevo ejército dirigido por Conyers Clifford fue enviado al norte de la provincia, consiguiendo someter a todos los clanes de Mayo durante una hambruna.
Mientras tanto, el Consejo Privado había ordenado la celebración de un juicio a Bingham tras las nuevas acusaciones presentadas contra él. La llegada de un nuevo lord diputado en mayo, William Burgh parecía presagiar una audiencia tranquila, pero Bingham solicitó ser juzgado, bien ante el Consejo de Dublín en pleno, bien en Inglaterra. Temiendo por su vida, huyó a Inglaterra en septiembre, donde fue encarcelado. Finalmente fue liberado en noviembre debido a su enfermedad, pero suspendido de sus funciones.
Bingham recibió orden de presentarse nuevamente en Irlanda para ser juzgado ante el consejo, y partió en compañía de Clifford, pero su salud le obligó a detenerse en Chester. En enero de 1597, Bingham se excusó nuevamente por su ausencia en el juicio debido a la enfermedad.
En 1598, cuando la rebelión de Hugh O'Neill se había extendido por toda la isla, las autoridades decidieron confiar nuevamente en Bingham dada su dilatada experiencia en los asuntos de Irlanda. Después de que, a sugerencia de Robert Cecil, se encomendara al conde de Essex la dirección de las operaciones de Irlanda, Francis Bacon recomendó a este último que escuchara los consejos del veterano gobernador de Connacht. Tras la terrible derrota de Yellow Ford, Bingham fue nombrado mariscal de Irlanda y general de Leinster. Partió hacia Dublín al frente de un ejército de 5000 hombres, pero falleció al poco de desembarcar.

## Legado y descendencia
Bingham contrajo matrimonio con Sarah Heigman en enero de 1588, pero no llegó a tener descendencia masculina. Su sobrino Henry heredó sus propiedades.
En 1599, el conde de Essex encabezó una expedición a Irlanda (véase: Campaña de Essex en Irlanda) con el fin de neutralizar la revuelta, pero esta resultó un completo fracaso. Habría que esperar a 1601 para que, bajo el mando de lord Mountjoy los ingleses consiguieran derrotar definitivamente a O'Neill, que se sometió a la Corona inglesa en 1603 tras la muerte de la reina Isabel I de Inglaterra.
La figura de Bingham ha suscitado controversias entre los historiadores; por un lado es visto como un gobernante cruel, ejerciendo su poder sobre los irlandeses sin piedad o sentido de la justicia; por otro lado, sus defensores sostienen que desempeñó su cargo siempre dentro de los límites impuestos por la corona y la ley.